# Castelleone di Suasa
Castelleone di Suasa est une commune italienne d'environ 1 578 habitants, située dans la province d'Ancône, dans la région Marches, en Italie centrale.

## Géographie

### Hameaux
Casalta Bozzo, Casenuove Farneto, Pianvolpello, Santa Lucia Bozzo, Ville

### Communes limitrophes
Arcevia, Barbara, Corinaldo, Ostra Vetere, San Lorenzo in Campo

## Panorama

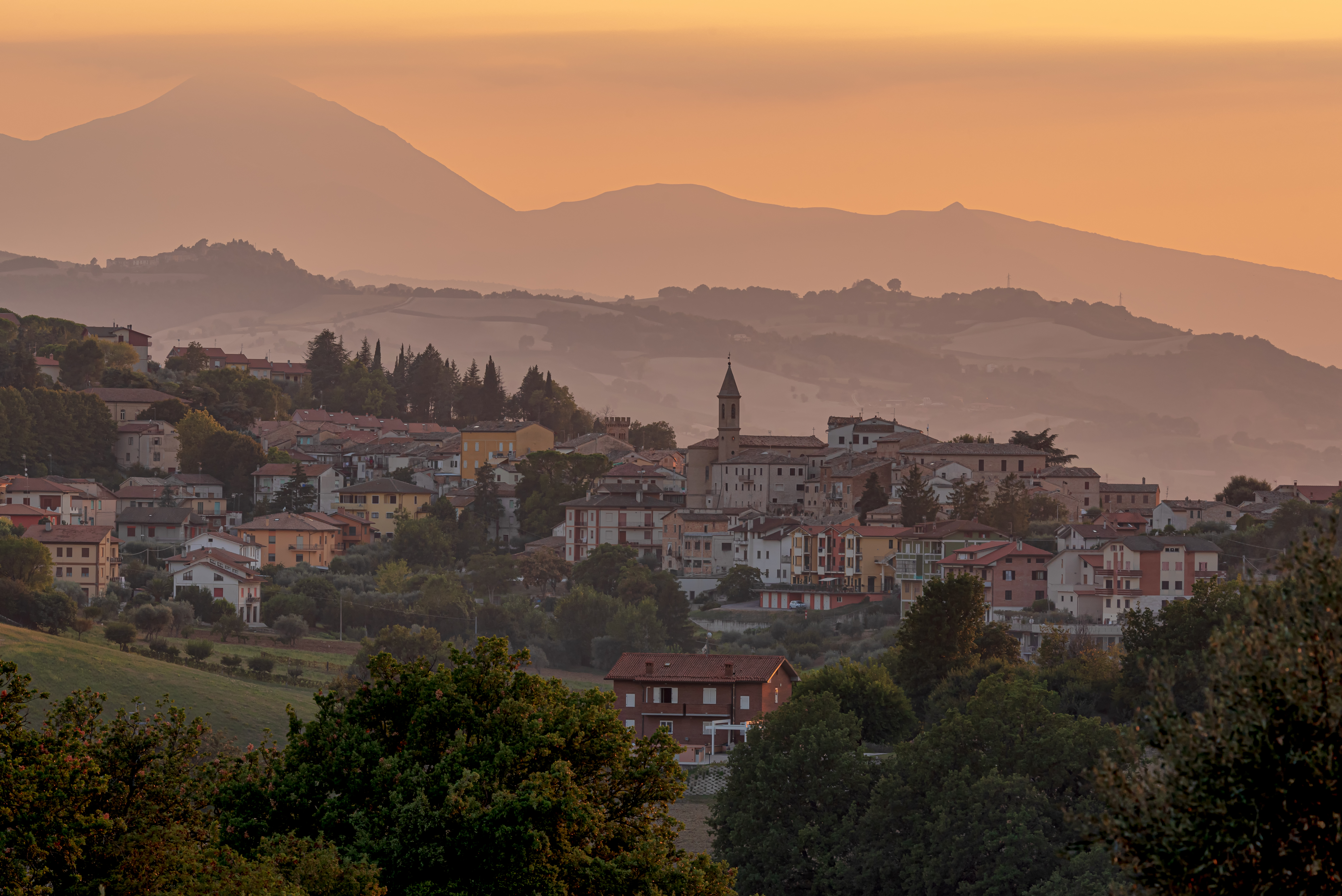

## Monuments et patrimoine
Créé en 2000, le  parc archéologique de Suasa permet la visite de l'ancienne cité romaine de Suasa notamment de la Domus des Coiedii.

## Administration
| Période                  | Période  | Identité       | Étiquette                     | Qualité |
| ------------------------ | -------- | -------------- | ----------------------------- | ------- |
| mai 2014 (réélu en 2019) | En cours | Carlo Manfredi | Liste civique Per Castelleone |         |